# Смердомский
Смердо́мский — посёлок в Чагодощенском районе Вологодской области. Административный центр Первомайского сельского поселения.
С точки зрения административно-территориального деления — центр Первомайского сельсовета.
Расположен при впадении реки Смердомка в Чагоду. Расстояние по автодороге до районного центра Чагоды — 25 км. Ближайшие населённые пункты — Оксюково, Первомайский, Ушаково.
По переписи 2002 года население — 751 человек (324 мужчины, 427 женщин). Преобладающая национальность — русские (98 %).